# Jardín Botánico Campo Experimental Todos Santos
El Jardín Botánico Campo Experimental "Todos Santos" es un jardín botánico que se encuentra en México, y forma parte de la "Asociación Mexicana de Jardines Botánicos, A.C.". Su código de reconocimiento e identificación internacional es TODOS.

## Localización
Jardín Botánico Campo Experimental "Todos Santos" del " Instituto Nacional de Investigaciones Forestales Agrícolas y Pecurias" (INIFAP), Baja California Sur, 
México.

## Historia
Fue creado en 1971.

## Colecciones
Las plantas que aquí se exhiben están agrupadas como :
- Plantas medicinales,
- Plantas cultivadas para alimentación humana,
- Plantas forrajeras,
- Plantas de zonas desérticas
- Arboretum con plantas arbóreas y arbustivas en donde se agrupan según su interés ( ornamentales de calles y jardines, para producción de maderas, para producción de forrajes, para la construcción y fabricación de muebles )
- Colección de Cactaceae, con un gran número de especies, entre  las que destacan Ferocactus rectispinus, Ferocactus townsendianus, Stenocereus eruca, Lophocerues schottii.